# Chris Pappas
Christopher Charles Pappas (/ˈpæpəs/; nascido em 4 de junho de 1980) é um político estadunidense que é o representante dos Estados Unidos pelo 1º distrito congressional de Nova Hampshire desde 2019. Antes disso, ele representou o 4º distrito no Conselho Executivo de Nova Hampshire de 2013 a 2019.
É membro do Partido Democrata e foi candidato à Câmara dos Representantes dos Estados Unidos na eleição de 2018 para suceder Carol Shea-Porter. Foi eleito em 6 de novembro de 2018 e é o primeiro congressista de Nova Hampshire que é abertamente homossexual.

## Formação acadêmica e origens familiares
Pappas nasceu em Manchester, Nova Hampshire, filho de Dawn e Arthur Pappas. A família de Chris Pappas tem raízes na Grécia, de onde seu bisavô, também chamado Arthur Pappas, emigrou no início do século XX e se tornou cidadão estadunidense em Nova Hampshire. Junto com seu primo Louis Canota, ele abriu uma sorveteria em Manchester em 1917, que se transformou em um restaurante chamado Puritan Backroom dois anos depois. Em 1949, eles construíram uma sala de funções no local. O avô de Chris Pappas, Charlie Pappas, que era sócio do restaurante em 1974, criou o frango tenro [en]. Chris Pappas e seus familiares continuam à frente do negócio, que ele coadministra desde 2020.
Em 1998, Pappas concluiu o ensino médio na Manchester Central High School. Depois, ele ingressou na Harvard College, onde colaborou com o jornal The Harvard Crimson como redator. Obteve seu bacharelado em governo em 2002.

## Carreira política
Pappas iniciou sua carreira política em 1996, quando ainda estava no ensino médio, como voluntário da campanha de Jeanne Shaheen, então senadora estadual que concorria ao cargo de governadora na época.
Sua primeira eleição foi em 2002, quando se tornou deputado estadual de Nova Hampshire por dois mandatos.
Em 2006, tornou-se tesoureiro do condado de Hillsborough e cumpriu dois mandatos. Em 2010, disputou a reeleição, mas foi derrotado por Robert Burns.
Dois anos depois, candidatou-se ao Conselho Executivo de Nova Hampshire e venceu Burns. Manteve o cargo até 2016, quando apoiou a ampliação do tratamento de abuso de substâncias para cento e quarenta mil moradores de Nova Hampshire.
Casou-se com Vann Bentley em 2023 e é um dos líderes do Congressional LGBTQ+ Equality Caucus. Participou da elaboração do Respect for Marriage Act, que o presidente Joe Biden sancionou.